# 国民議会 (ブルキナファソ)

2020年の解散時点の院内勢力
進歩人民運動 (56)
民主進歩会議 (20)
民主新時代 (13)
進歩改革連合 (12)
再生連合・サンカラ主義運動 (5)
未来のブルキナファソ運動 (4)
民主連邦同盟・アフリカ民主連合 (3)
愛国統合連合 (3)
発展変革党 (3)
国民進歩会議 (2)
ともに行動を (2)
パン・アフリカ再建同盟 (1)
改革進歩主義者統一党 (1)
民主社会党 (1)
進歩連帯連合 - 第3世代 (1)

国民議会（こくみんぎかい、フランス語: Assemblée nationale）は、ブルキナファソの立法府である。2022年ブルキナファソクーデターにより解散し、同年3月に設立された暫定立法議会が代替している。

## 議会構成
一院制で任期5年。

## 定数
127人。111人が各州ごとの、16人を全国区の比例代表で選出される。